# Drepanogynis integraria
Drepanogynis integraria är en fjärilsart som beskrevs av W. Warren 1904. Drepanogynis integraria ingår i släktet Drepanogynis och familjen mätare. Inga underarter finns listade i Catalogue of Life.